# Zagros
Gorovje Zagros (perzijsko کوه‌های زاگرس, latinizirano: Kuh hā-ye Zāgros; arabsko جبال زاغروس, latinizirano: Jibal Zaghrus; kurdsko چیاکانی زاگرۆس, latinizirano: Çiyakanî Zagros, turško Zagros Dağları; Luri: Kûya Zagrus کویا زاگرس or کوه یل زاگرس) je največje gorovje v Iranu in Iraku, skupaj dolgo 1500 km. Gorovje Zagros se začne v severozahodnem delu Irana in približno ustreza poteku njegove zahodne meje ter se razteza po celotni dolžini v zahodno in jugozahodno iransko planoto, ki se konča pri Hormuški ožini. Najvišje točke pogorja sta Zard Kuh-bakhtiari in Dena. Masiv Hazaran v provinci Kerman predstavlja vzhodni osamelec na območju, Džebal Barez pa sega v Sistan.

## Etimologija
Ime Zagros izhaja iz imena iranskega naroda Zagartijancev (Sagartijancev), ki so naseljevali planinski masiv od jezera Van do obal Makrana. Drugi opis pravi, da ime izhaja iz grške besede Zagreus (nevihtno) ali avestanske besede Za-g'r' (Velika gora) a menijo, da to ni pravilno. Pred opisom starih Grkov se je Zagros imenoval Gora z železnimi vrhovi (perzijsko اوپاریگی سهنه).

## Geologija
Nariv Zagros je nastal s trkom dveh tektonskih plošč - evrazijske in arabske plošče. Zadnje meritve z GPS v Iranu so pokazale, da je ta trk še vedno aktiven in se posledice deformacije porazdelijo neenakomerno po državi. V glavnem jih prevzamejo veliki gorski masivi kot sta Elbrus in Zagros. Sorazmerno gosto GPS omrežje, ki zajema Zagros v iranskem delu dokazuje tudi visoko stopnjo deformacije v samem Zagrosu. Rezultati GPS kažejo, da je sedanja stopnja skrajšanja v smeri JV ~ 10 mm / leto in v smeri SZ ~ 5mm/leto. V smeri sever-jug deli Zagroz prelom Kazerun v dve različni območji deformacij. Rezultati GPS kažejo tudi različna krajšanja smeri vzdolž grebena, tj. normalno krajšanje v jugovzhodni in poševno krajšanje v SZ smeri.
Sedimentni pokrov v JV Zagrosu se deformira nad plastjo kamene soli (ki deluje kot duktilni element z nizkim bazalnim trenjem), medtem ko v SZ Zagrosu plast soli manjka ali je zelo tanka. Ta drugačna bazalna trenja lokalno oblikujejo različno topografijo na obeh straneh preloma Kazerun. Višjo topografijo in ožje območje deformacij je opaziti v SZ Zagrosu, ker se v smeri JV deformacija širi bolj in je bilo oblikovano širše območje deformacij z nižjo topografijo. Napetosti, ki nastajajo v Zemljini skorji, po trku povzročijo obsežno zvijanje že obstoječe večplastne sedimentne kamnine. Poznejša erozija odstrani mehkejše kamnine, kot so ilovnata skala s teksturo in sestavo skrilavca, vendar malo ali nič laminirana in drobno zrnat peščenjak, hkrati pa skale, kot so apnenec (s kalcijev bogata kamnina sestavljena iz ostankov morskih organizmov) in dolomit (skala podobna apnencu, ki vsebuje kalcij in magnezij). Ta različna erozija je oblikovala vzporedne grebeni gorovja Zagros.
Sedimentacijsko okolje in tektonska zgodovina kamnin so osnova za nastanek plasti nafte in regija Zagros je pomemben del proizvodnje nafte v Perzijskem zalivu.
Solni jaški in slani ledeniki so skupna značilnost gorovja Zagros. Solni jaški so pomembna napoved za nahajališča nafte, ki se pod neprepustno soljo pogosto ujame pod drugimi kamninskimi plastmi.

### Tip in starost kamnin
Gorovje je razdeljeno v več vzporednih grebenov od 10 do 250 km širokih in so iste starosti kot Alpe. Glavna naftna polja Irana ležijo ob vznožju v zahodnem delu osrednjega dela Zagrosa. Južni grebeni v provinci Fars so nekoliko nižji in segajo 4000 metrov visoko. Vsebujejo nekaj apnenčastih kamnin, ki vsebujejo bogastvo morskih fosilov. 
Greben Kuhrud tvori enega od vzporednih grebenov na razdalji približno 300 km proti vzhodu. Območje med tema dvema impresivnima gorskima verigama je planota, ki je gosto poseljena in ima glede na višino zmerno podnebje. Reke, ki tečejo z gora sčasoma dosežejo slana jezera, ustvarjajo plodna tla in okolje ugodno za kmetijstvo in trgovino.

### Območja
Gorovje Zagros sledi vzorcu SZ - JV. To veliko območje se deli na dva dela: Severni Zagros in južni Zagros. Severni Zagros obsega iranske province Zahodni Azerbajdžan, Kurdistan, Hamedan, Kermanšahan, Ilam, Lorestan, Kuzistan, Čaharmahal va Bakhtiari. Južni Zagros pokriva province Kohgiluje va Bujerahmad, Fars, Bušehr in Hormozgän. Nekateri Zagros delijo na tri dele: severni, srednji in južni Zagros. 
Geološko je gorovje sestavljeno iz dveh glavnih delov: višavje in planota. Višavje tvori severovzhodne gore in planote ležijo na jugu in zahodu višavja. Proti vzhodu se višavje sreča z notranjim gričevjem znanim tudi kot Sanandej - območje Sirjan. Planote se končajo v Perzijskem zalivu na jugu Kuzistana z ravnico na jugozahodu in Mezopotamije na zahodu.

## Vzhodni Zagros v ledeni dobi
Gorski masivi vzhodnega Zagrosa, Kuh-i-Džupar ( 29 ° 40 ' - 30 ° 15' , 56 ° 50 ' -57 ° 35'E , 4135 m nadmorske višine), Kuh-i-Lalezar (4374 m) in Kuh-i-Hezar (4469 m), ki trenutno nimajo ledenikov, so v času ledene dobe tekli navzdol do 1900 m nadmorske višine. V zadnjem času poledenitve (Wurm) pa niso presegli 2160 m nadmorske višine. Tako je na primer na severni strani Kuh-i-Džuparc 20 km širok ledenik dosegel dolžino 17 km do doline. Debelina ledenika je dosegla 350 - 550 m. Ledenik jezik se je v povprečju znižal za 1.590, nato pa še za 1.490 (v mlajši poledenitvi) višinskih metrov.

## Ekologija
V gorovju Zagros je več ekosistemov. Odlični med njimi so gozd in območje gozdne stepe s pol sušnimi razmerami. Kot je opredeljeno v WWF in jih uporabljajo na njihovem Wildfinder, je posebna ekoregija srednjega in visokega gorskega območja gozdna stepa (PA0446). Letna količina padavin se giblje od 400 mm do 800 mm  in pade v glavnem pozimi in spomladi. Zime so hude, temperature pogosto padejo pod -25 °C. Regija ima kontinentalno obliko sredozemskega podnebja z zasneženo, mrzlo zimo in milo deževno pomladjo, sledi suho poletje in jesen.
Čeprav je trenutno precej degradiranih območij zaradi čezmerne paše in krčenja gozdov, je regija Zagros dom zelo bogate in pestre flore. Ostanke prvotno obsežnih hrastovih gozdov je še vedno mogoče najti, tukaj so nasadi pistacije in mandljev. Po gorah rastejo divji predniki številnih danes udomačenih vsakdanjih živil kot je pšenica, ječmen, navadna leča, mandelj, oreh, pistacija, marelica, sliva, granatno jabolko in grozdje. V Zagrosu živijo številni ogroženi ali prizadeti organizmi kot so miš, hrček (Calomyscus bailwardi), endemična trstnica (Acrocephalus griseldis) in navadna hijena (Hyena hyena). Perzijskega damjaka (Dama dama mesopotamica), ki so ga starodavna ljudstva udomačila in so mislili, da je izumrl, so odkrili v poznem 20. stoletju v provinci Kuzistanu v južnem Zagrosu.

## Zgodovina
Znaki zgodnjega kmetijstva segajo do 9000 let pred našim štetjem v mestih, ki so se kasneje imenovala Anšan in Suza. Džarmo je eno arheološko najdišče na tem področju. Drugo pa je Šanidar, kjer so odkrili stare skeletne ostanke neandertalcev.
Nekateri od prvih dokazov o proizvodnji vina so bili odkriti prav v gorovju Zagros. Naselji Hadži Firuz Tepe in Godin Tepe sta dali dokaze o pridelavi vina med 3500 in 5400 let pred našim štetjem.
V zgodnjih antičnih časih so v Zagrosu živeli narodi: Kasiti, Gutijci, Asirci, Elamiti in Mitani, ki so redno napadali sumerska in akadska mesta v Mezopotamiji. Gore so ustvarjale geografsko oviro med ravnino Mezopotamije, ki je v Iraku in iransko planoto. V nahajališču Tell Šemšara so našli glinaste plošče s podrobnostmi o bojih teh skupin v začetku drugega tisočletja pred našim štetjem. Tell Bazmusian v bližini Šemšara je bil naseljen med 6. tisočletjem pred našim štetjem in 9. stoletjem našega štetja, vendar ne nepretrgoma.